# Jordi Arrese
Jordi Arrese (n. 29 august 1964, Barcelona, Catalonia, Spania) este un jucător de tenis spaniol, medaliat olimpic. A participat la o ediție a Jocurilor Olimpice (1992) în care a câștigat o medalie de argint.

## Participări
Lista de mai jos prezintă principalele competiții la care a participat Jordi Arrese de-a lungul carierei.
- tennis at the 1992 Summer Olympics – men's singles[*]